# Gardijska oklopno-mehanizirana brigada
Gardijska oklopno-mehanizirana brigada (GOMBR) Hrvatske kopnene vojske borbeno-taktička je vojna postrojba  Hrvatske kopnene vojske, a s Gardijskom mehaniziranom brigadom, čine dvije značajne borbeno sposobne postrojbe hrvatskih kopnenih snaga. 
U okviru međunarodnih vojnih operacija, pripadnici Gardijske oklopno-mehanizirane brigade prvi su sudjelovali u misiji UNDOF, gdje su na području Golanske visoravni nadzirali primirje između Izraela i Sirije. Tijekom sudjelovanja u misiji ISAF, glavnina snaga 13. HRVCON-a dolazila je iz sastava GOMBR-a, brojeći više od 150 pripadnika.
Gardijska oklopno-mehanizirana brigada (GOMBR) nasljednica je 3. gardijske oklopno-mehanizirane brigade (2003. – 2007.), koja je nastala spajanjem triju ratnih gardijskih brigada Hrvatske vojske:
- 3. gardijska brigada "Kune"
- 7. gardijska brigada "Pume"
- 5. gardijska brigada "Sokolovi"

## Uloga
Temeljna misija Gardijske oklopno-mehinizirane brigade je obrana suvereniteta i cjelovitosti Republike Hrvatske, razvoj i održavanje sposobnosti za sudjelovanje u međunarodnim vojnim operacijama te spremnost za pružanje pomoći civilnim institucijama u zemlji u slučaju prirodnih i tehničko-tehnoloških katastrofa.
Zadaće Gardijske oklopno-mehanizirane brigade:
- Provedba napadnih operacija
- Provedba operacija stabilizacije
- Provedba operacija sigurnosti i zaštite snaga
- Uspostava sustava zapovijedanja i nadzora
- Osiguranje održivosti postrojbe
- Potpora civilnim institucijama kod prirodnih i tehničko-tehnoloških katastrofa

## Struktura
- Zapovjedništvo brigade (Vinkovci)
  - Zapovjedna satnija (Vinkovci)
  - Tenkovska bojna "Kune" (Đakovo)
  - 1. oklopno-mehanizirana bojna "Sokolovi" (Našice)
  - 2. oklopno-mehanizirana bojna "Pume" (Varaždin)
  - Topničko-raketna bojna (Bjelovar)
  - Bojna protuzračne obrane (Vinkovci)
  - Inženjerijska bojna (Vinkovci)
  - Vojno-obavještajna satnija (Vinkovci)
  - Satnija veze (Vinkovci)

## Ustrojstvo
Ustrojavanje navedenih ratnih postrojbi započinje u proljeće 1991. kada je ustrojena 3. gardijska brigada Zbora narodne garde. Danas njeno ime nosi tenkovska bojna „Kune” te slavi obljetnicu 3. gardijske brigade i Dan bojne 29. travnja. Sjedište tenkovske bojne „Kune” je u vojarni 3. gardijske brigade „Kune” u Đakovu.

5. gardijska brigada „Sokolovi“ osnovana je 15. listopada 1992. godine u vojarni „Bosut” u Vinkovcima. Tijekom ustroja u njen sastav ušla je 83. gardijska bojna i 5. gardijska brigada „Sokolovi“. Odlikovana je brojnim priznanjima i pohvalama za svoj doprinos u Domovinskom ratu. Danas je 1. oklopno-mehanizirana bojna „Sokolovi“ nositeljica tradicije „Slavonskih sokolova“. Sjedište postrojbe je u vojarni „132. brigade Hrvatske vojske“ u Našicama, 5. listopada slavi Dan bojne.
7. gardijska brigada „Pume” ustrojena je 23. prosinca 1992. godine prema zapovijedi ministra obrane Republike Hrvatske, a njezini pripadnici danas su dio 2. oklopno-mehanizirane bojne „Pume” Gardijske oklopno-mehanizirane brigade. Postrojba je primila brojna priznanja i pohvale za doprinos u Domovinskom ratu, a u operaciji „Oluja“ među prvima je ušla u Knin. Postrojba slavi obljetnicu 7. gardijske brigade „Pume” i Dan bojne 23. prosinca. Sjedište 2. motorizirane bojne „Pume” je u Varaždinu u vojarni 7. gardijske brigade „Puma”.
U sastavu Gardijske oklopno-mehanizirane brigade nalaze se topničko-raketna bojna koja je formirana 2007. godine od topničko-raketnih bojni 3. i 5. gardijske brigade sa sjedištem u vojarni „Bilogora“ u Bjelovaru, Inženjerijska bojna ustrojena 2007. godine od inženjerijskih satnija gardijskih brigada sa sjedištem u vojarni „5. gbr Slavonski sokolovi” u Vinkovcima, Bojna protuzračne obrane ustrojena od bivših protuzračnih postrojbi 3., 5. i 201. PZO brigade sa sjedištem u vojarni „5. gbr Slavonski sokolovi”, Vojno-obavještajna satnija ustrojena od izvidničkih satnija 3. i 5. gardijske brigade sa sjedištem u vojarni „5. gbr Slavonski sokolovi” u Vinkovcima, te satnija veze koju čine pripadnici 3. i 5. gardijske brigade u vojarni „5. gbr Slavonski sokolovi” u Vinkovcima.